# Шестаков, Виталий Анатольевич
Виталий Анатольевич Шестаков — советский хозяйственный, государственный и политический деятель, Герой Социалистического Труда.

## Биография
Родился в 1911 году в Павловском Посаде. Член КПСС с года.
С 1927 года — на хозяйственной, общественной и политической работе. В 1927—1983 гг. — фрезеровщик, наладчик станков на Старо-Павловской фабрике, инженер, начальник бюро подготовки производства цеха дизельных моторов Челябинского тракторного завода, конструктор, руководитель группы, начальник бюро технического надзора завода № 69 имени В. И. Ленина Народного комиссариата вооружений СССР в Красногорске, главный технолог Новосибирского приборостроительного завода, заместитель главного технолога по оптико-механическому производству, директор Лыткаринского завода оптического стекла Министерства оборонной промышленности СССР.
Указом Президиума Верховного Совета СССР от 26 апреля 1971 года присвоено звание Героя Социалистического Труда с вручением ордена Ленина и золотой медали «Серп и Молот».
Почётный гражданин города Лыткарино.
Умер в Лыткарине в 1993 году.